# Прапор Чаплинського району
Пра́пор Чапли́нського райо́ну — офіційний символ Чаплинського району Херсонської області, затверджений 22 лютого 2013 року рішенням сесії Чаплинської районної ради. Автор проекту прапора — Вакуленко Ю.

## Опис
Прапор являє собою прямокутне жовте полотнище з синьою смугою внизу і співвідношенням сторін 2:3, в центрі якого у зеленому овалі розташована біла чапля.